# Uropoda daelei
Uropoda daelei es una especie de arácnido del orden Mesostigmata de la familia Uropodidae.

## Distribución geográfica
Se encuentra la República Democrática del Congo.